# Néofilms
En 1927, Pierre Braunberger, producteur et distributeur cinématographique crée les Productions Pierre Braunberger sous la désignation de Néofilms ou Néo-Films (voir : Néofilms inc.) avec lequel il produit son premier film parlant français, La route est belle, de Robert Florey.
Un an plus tard, il s'associe avec Roger Richebé pour produire sous le nom des Établissements Braunberger-Richebé. Ce sera Le Blanc et le Noir, de Robert Florey (premier film de Raimu et de Fernandel), On purge bébé et La Chienne, de Jean Renoir, Chocolatière et Fanny, de Marc Allégret… 
En 1933, il se sépare de Roger Richebé et reprend les studios de Billancourt qui deviennent Paris-Studio-Cinéma, et décide de continuer seul. Pierre Braunberger à cette époque n'a que vingt-huit ans.